# 長門薫
長門 薫（ながと かおる、本名：永藤 正臣、1967年4月22日 - ）は、長崎県出身の俳優、作家、舞台美術家、映像制作者。Actors Agency らぽうおふぃす所属。血液型はO型。

## 略歴
長崎県南高来郡（現・南島原市）口之津町で生まれる。
5歳まで大阪府松原市で過ごす。
子供の頃は内向的で、ひとりでお下がりのダイヤブロックを使って様々なものを組み立てては壊して遊んでいた。
親の都合により長崎に戻り地元の小、中、高校に通い、卒業時まで過ごす。
絵を描くことや工作が好きで、小学校1年の図工から高校3年の美術の成績が常に「5」であったらしい。
長崎の県立高校卒業後、海上自衛官となり航空機整備士として高等教育を受けるも、防衛庁海上幕僚監部勤務を機に管理部門への抜擢が続き、専門外での起用が嫌で、出世を嫌い7年で退官。
専門術科（普通科航空発動機整備課程）では首席卒業したこともあり、関わりのあった上官たちから引きとめ攻勢にあうも頑なに拒んだ。
母親からは、「よその人は出世を望むのに、うちの子供たちは出世したくないと仕事をやめるんだから」と呆れ顔で変人扱いされる。
その後大手、中小民間企業で技術者として渡り歩きながら、父方の大叔父が映画俳優だったことから、予てから興味を持っていた俳優を志しフリーで活動。
一念発起し劇団あすなろ附属俳優養成所で一から演技を学び、修了後劇団に所属。
自ら書き下ろした戯曲「明日という名のプレゼント」が、若手の支持で後押しされ、団長であった山村晋平の鶴の一声で上演を許され劇作家デビューすることとなる。
執筆して、出演するスタイルを始める。
また、技術者出身ということで美術製作や、宣伝美術などの役割も多く担うこととなる。
劇団の先輩俳優の紹介で劇団新芸術への客演することとなり、2年間複数作品で全国巡回公演にも出演。
劇団公演にもキャスティングされるようになり、外部出演やテレビ、映画などメディア出演などに活動の場を広げる。
劇団内の軋轢などにより、1999年に劇団30年にして解散するも、いずれの後継団体には参加せずフリーとなり、いくつもの劇団に客演を重ねながら芸能事務所に所属し、メディア出演を重ねる。
1999年の劇団公演「恭しき娼婦」で俳優座の演出家・西木一夫に、出演者でありながら舞台監督助手として大道具チーフとして舞台装置を製作し、現場を仕切る姿に目を掛けられる。
また、解散後に出演した舞台を偶然、観劇に訪れた西木氏に声を掛けられ、その後どうしていたのかと心配を掛けていた事実を知る。
また、劇団時代から取り組んできた俳優の育成も、さらに多くの指導法を学び、多くの劇団や芸能事務所の養成所で客員講師を続ける。
しかし、俳優の育成に関する教育方針、指導方法に疑問を感じ続けて、自ら少数の後進指導に切り替える。
映画にも数多くキャスティングされ、メジャー作品、海外作品にも出演。
2005年自らの活動の拠点とするべくアトリエ劇場として小劇場てあとるらぽうを創業する。
同時に個人事務所らぽうおふぃすを開業。妻と後に合流した俳優たちとお供にプロモーション活動を開始する。
創作活動も少ないながら続け、2008年発表の「一夜の出来事」は、翌年アトリエ公演として「Night Game.. 〜一夜の出来事〜」として上演、高い評価を得る。
さらに映像製作のノウハウを学び、俳優仲間たちと創りたい作品を創る活動を開始。
業務用ビデオカメラを含む撮影機器を揃え、長編映画3本短編映画1本、PV3本、Webドラマ1本にカメラマンとしても携わり、うち、短編は自ら監督がする。
2012年合同会社エターナルウィステリアアーツ設立、代表社員（最高経営責任者）に就任。
グラフィックデザインから、Webプログラミング、映像演出などの他に、劇場の設計施工や営業許可、新事務所の設計施工、スタジオの設計施工、行政との折衝までなんでも自ら実現してしまうマルチクリエーターである。
仲間たちからは、ひとり演劇人、ひとり映画人などと重宝されている。
また、地域活動にも取り組み、自衛官時代の知識と経験から、防災、防犯などにもアドバイスを行っている。
- 協同組合 日本俳優連合組合員
- 一般財団法人 日本映画俳優協会会員

## 出演作品

### 映画
- IKARIDA〜脱獄!隣の住人（2011年） - 常夫 役 / 撮影
- 放浪家族（2010年） - 海雲 役 / 撮影・技術アドバイザー
- Reverence（2012年） - 池田 役 / 演技指導
- レイン・フォール/雨の牙（2009年） - CIAエージェント 役
- 椿三十郎（2006年） - 菊井家家臣 役
- それでもぼくはやってない（2006年） - 警察官 役
- バブルへGO!! タイムマシンはドラム式（2006年） - 85年テレビカメラマン 役
- さくらん（2006年） - 自身番 役
- フリージア（2006年） - 始末班リーダー 役
- ホールドアップダウン（2005年） - 警察幹部 役
- 嫌われ松子の一生（2005年） - やくざ 役
- Into the Sun（2004年） - 暴力団員 役
- 力道山（2004年） - ボディーガード 役

などの他多数出演

### 舞台
- Night Game..〜一夜のできごと〜（2009年） - ダグラス 役 / 作・演出
- 明日という名のプレゼント（1999年） - スチュワート神父 役 / 作
- 恭しき娼婦（2000年） - ジェームス 役
- りんごのある風景（2002年） - 言霊・ニュートン 役
- イーハトーヴォの不思議の森（2000年4月 - 2001年12月） - 山猫 役 / 白象 役
- ドン・キホーテ〜ラ・マンチャの騎士（2000年4月 - 2001年12月） - ニコラス 役 / 役人 役 / 牧人 役

などの他多数出演

### テレビ
- 「離婚弁護士」（2004年、フジテレビ） - ヤクザ死体 役
- 「所さんの偉大なるトホホ人物伝」（2004年、テレビ東京） - 細川忠興 役
- 「歴史ミステリー大奥の謎」（2005年、テレビ東京） - 御殿医 役
- 「公開捜査13佐賀保険金殺人事件」（2004年、TBS） - 秋山 役
- 「金曜日のスマたちへ」（2009年 - 2012年、TBS） - 再現ドラマ多数出演
- 「奇跡体験!アンビリバボー」（2005年、フジテレビ） - 再現ドラマ
- 「行列のできる法律相談所」（2008年、日本テレビ） - 蝶野 役

などの他多数出演

### CM
- SS製薬「ガストール」（1996年）
- 九州ツーカー（1997年）
- 明星「一平ちゃん」（1997年）

### VP
- 埼玉県警防犯ビデオ「うちの子にかぎって」（1998年） - 刑事役
- DocomoSystem社内教育ビデオ（2004年） - 部長役